# Будівля головного поштамту (Київ)
Київський головпоштамт — будівля поштамту в Києві. Розташований на розі Хрещатика і Майдану Незалежності. Головпоштамт збудували в 1952—1958 роках. Приміщення займають «Укрпошта», Міністерство транспорту та зв'язку України і Державний департамент з питань зв'язку та інформації.
Наказом Управління охорони пам'яток історії, культури та історичного середовища від 18 березня 1999 року поставлена на облік пам'яток архітектури місцевого значення (охоронний номер 16).

## Історія ділянки

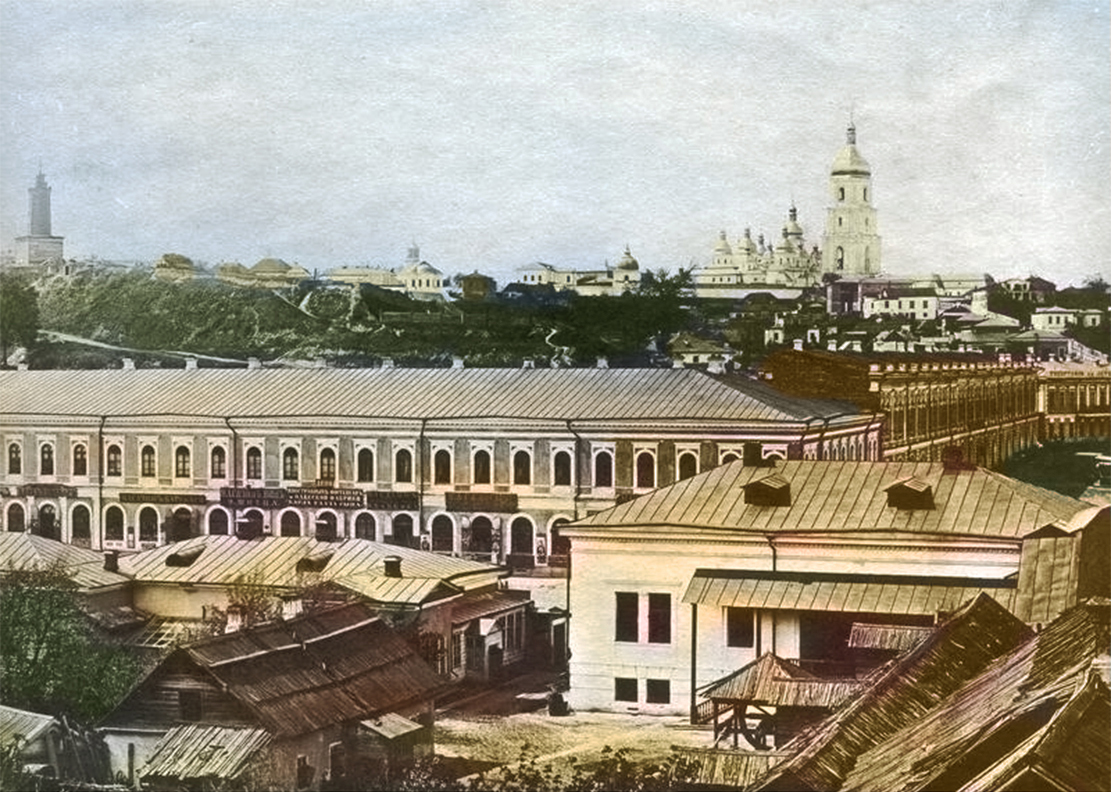
Будинок Ейсмана з арковими вікнами

З першої половини ХІХ сторіччя наріжна ділянка належала аптекарю Йоганну-Сигізмунду Ейсману (1794—1862). Він на своїй цегельні, розташованій на хуторі на виїзді Великої Васильківської дороги, у районі теперішньої Либідської площі, виготовляв відому київську жовту цеглу. З неї збудовані університет, будівлі урядових закладів, Олександрівський костел, а також будинки у цегляному стилі. Згодом ділянка перейшла його синові Густаву Ейсману, професору Університету святого Володимира, мільйонеру, міському голові у 1872—1873 роках. Тут звели триповерховий будинок з арковими вікнами. У ньому містився комерційний банк і крамниці, які переїхали з Печерська на Хрещатик.

## Поштова контора

### Створення київської поштової контори

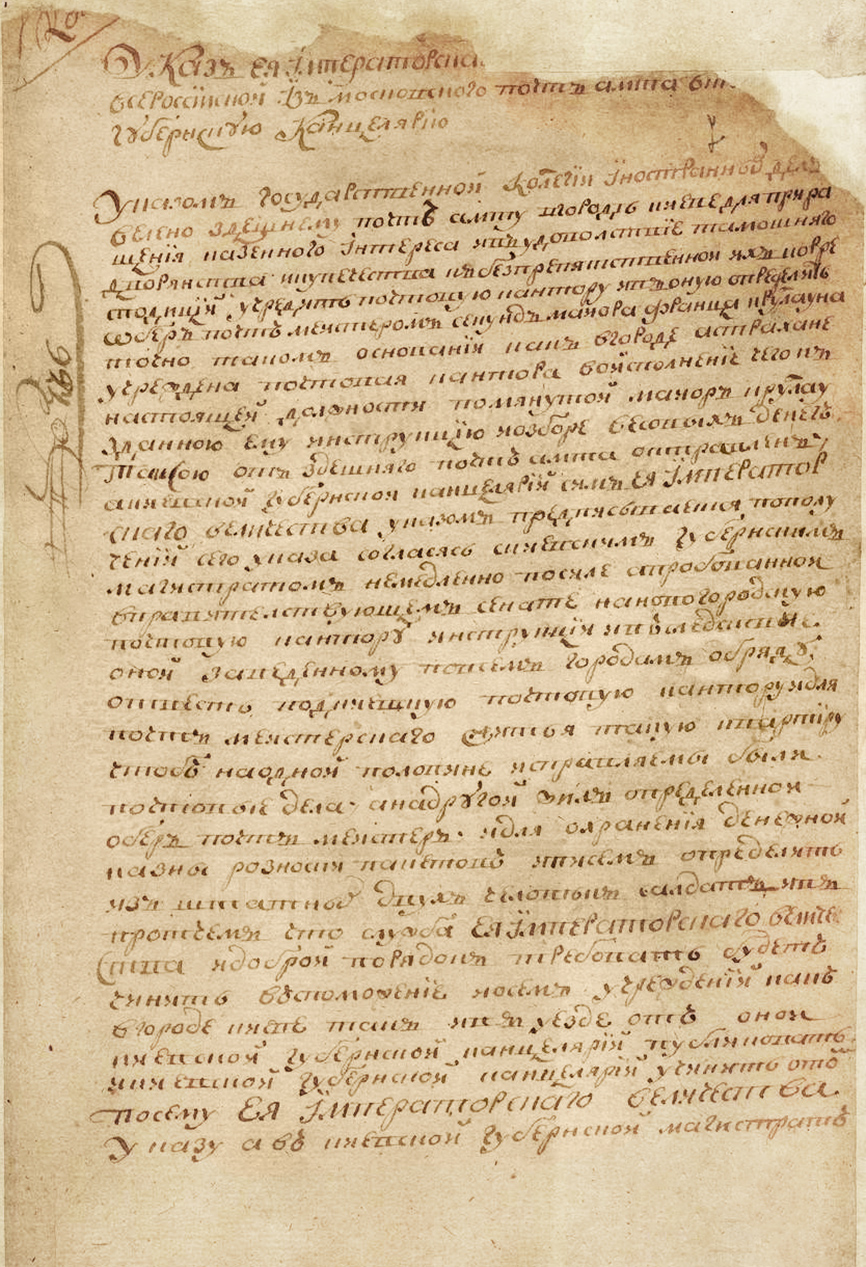
Указ від 21 серпня 1775 року про створення Київської поштової контори

Із середини ХІХ сторіччя історія будівлі пов'язана з розвитком київської пошти. Після поглинення Гетьманщини Російською імперією відбулось реформування поштової служби. Пунктом 10 «Глухівських статей» (1669) запроваджено порядок утримання пошти в Гетьманщині. 1769 року Київську пошту підпорядкували Московському поштамту.
1775 року в місті постала окрема поштова контора. Оберпоштмейстером призначили Франца Круллау.
У середині ХІХ сторіччя засновано міські поштові відділення. У Печерській частині міста відділення відкрилось у 1840 році, а на Подолі в колишній кам'яниці Федора Коробки — у 1852 році. Близько 1897 року печерське поштово-телеграфне відділення розташувалося у садибі «Судовий двір».

### Поштова контора на Хрещатику, 24

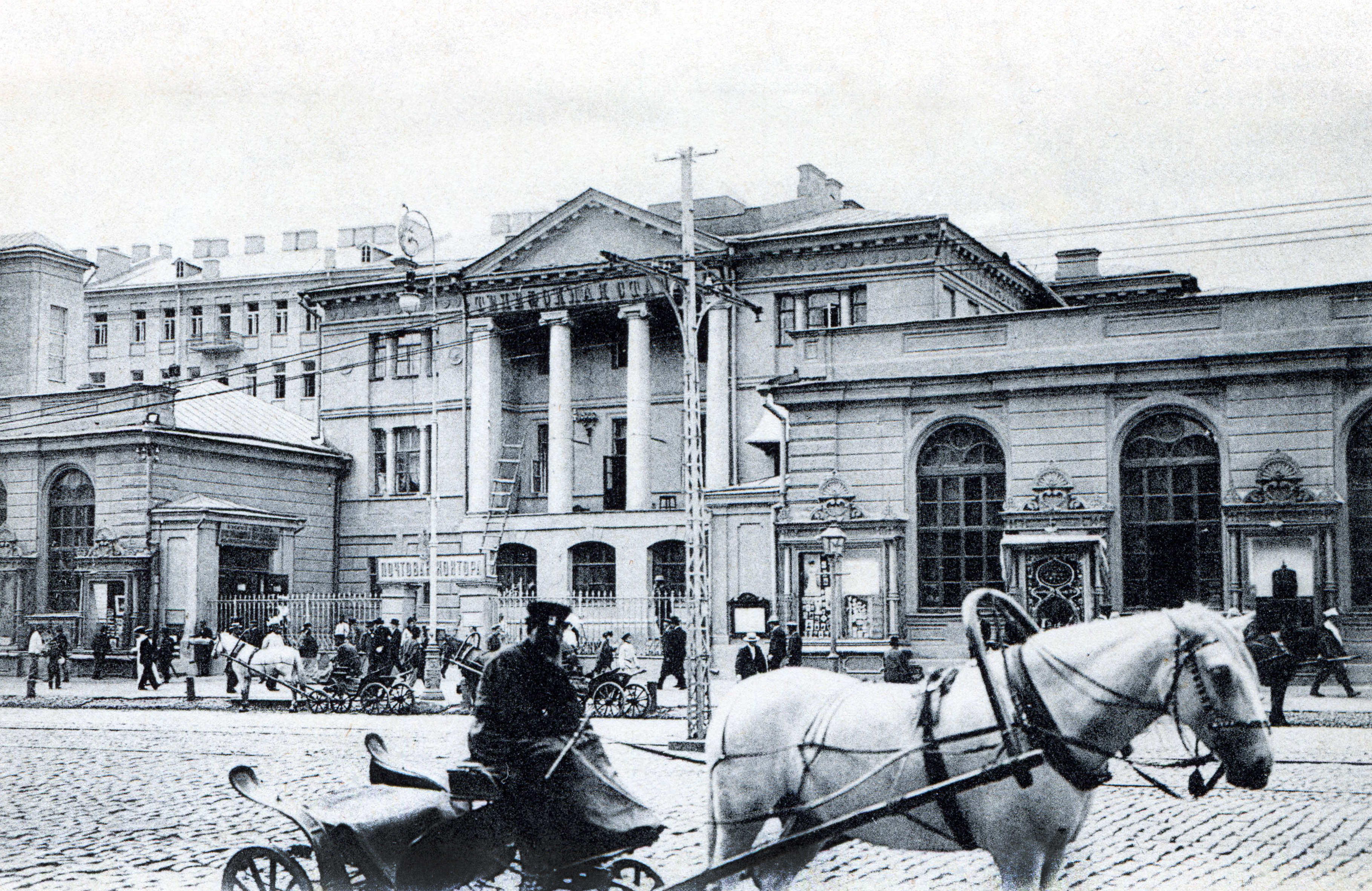
Пошта й телефонна станція в приміщенні колишньої садиби Головинського

1849 року Київська поштова контора зайняла приміщення садиби Головинського. У подвір'ї облаштували місце для поштових диліжансів і карет.
1 квітня 1886 року на другому поверсі поштової контори відкрилась перша державна телефонна станція у вигляді комутатора ручного обслуговування на 60 номерів. 1891 року тут встановили один із перших у Києві таксофонів.
У 1880-х роках на території садиби добудовують додаткові приміщення. Однак цього виявилось недостатньо. Оскільки поштова і телефонна служби продовжували розростатись, то вирішили збудувати нове приміщення. 1908 року дума ухвалила відповідне рішення. Будівництво розпочалося 1912 року під керівництвом архітектора Олександра Кобелєва.
Влітку 1914 року колишній палац розібрали і на його місці, в глибині подвір'я, розпочали споруджувати чотириповерховий корпус з операційними залами і телефонною станцією.
1917 року будівництво зупинили.

### Будинок зв'язку
На ділянці понад 20 років «зяяв огороджений парканом пустир». 1934 року після перенесення столиці УСРР до Києва постало питання будівництва на цьому місці головпоштамту. Того ж року київські архітектори підготували проєкти «Палацу зв'язку».
Головпоштамт вдалось збудувати у 1936—1941 роках за проєктом Василя Осьмака і С. Германович.
У вересні 1941 року Палацу зв'язку і колишню будівлю Ейсмана знищено внаслідок підриву середмістя радянськими диверсантами.

Будинок зв'язку
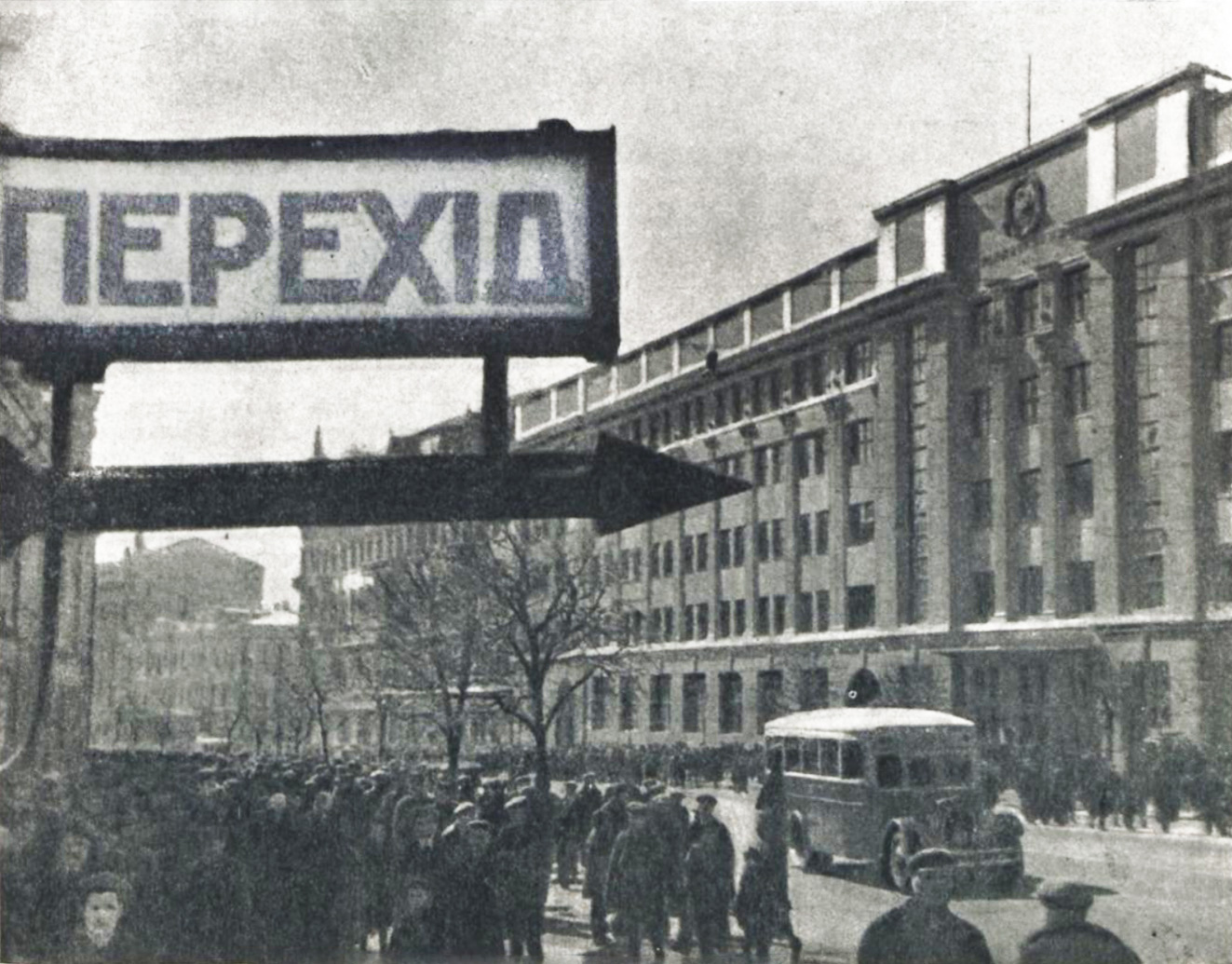
Будинок зв'язку (1937)
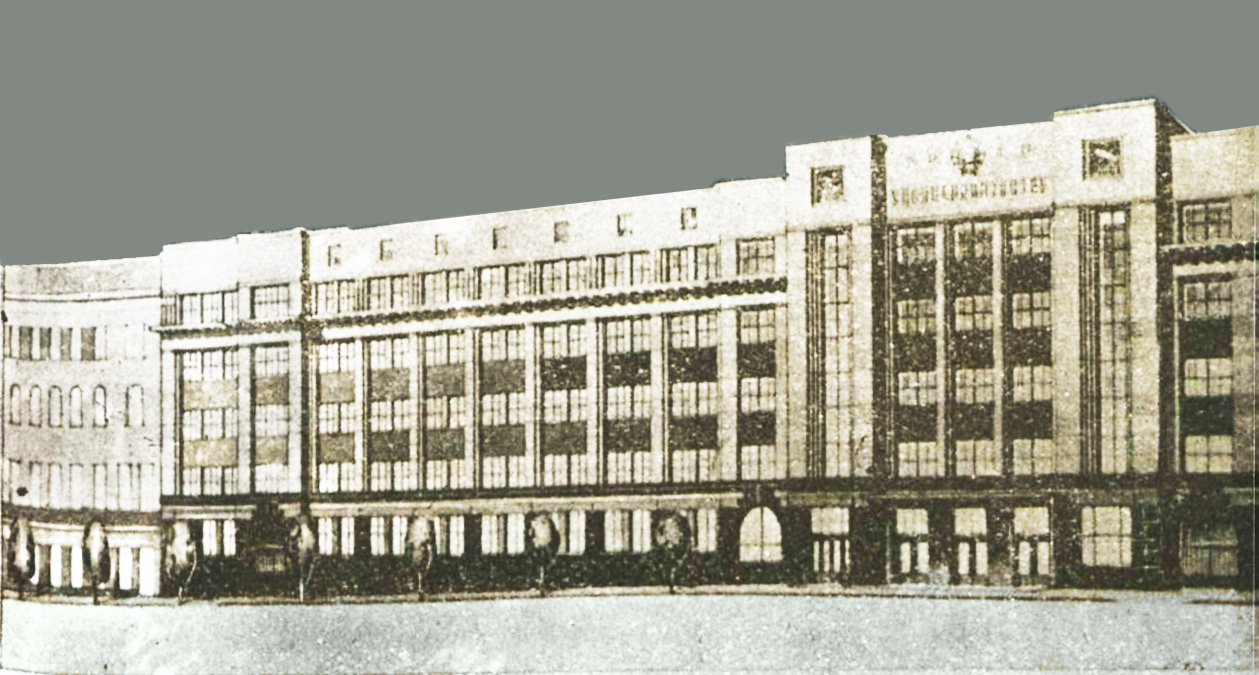
Проєкт Палацу зв'язку (1934)
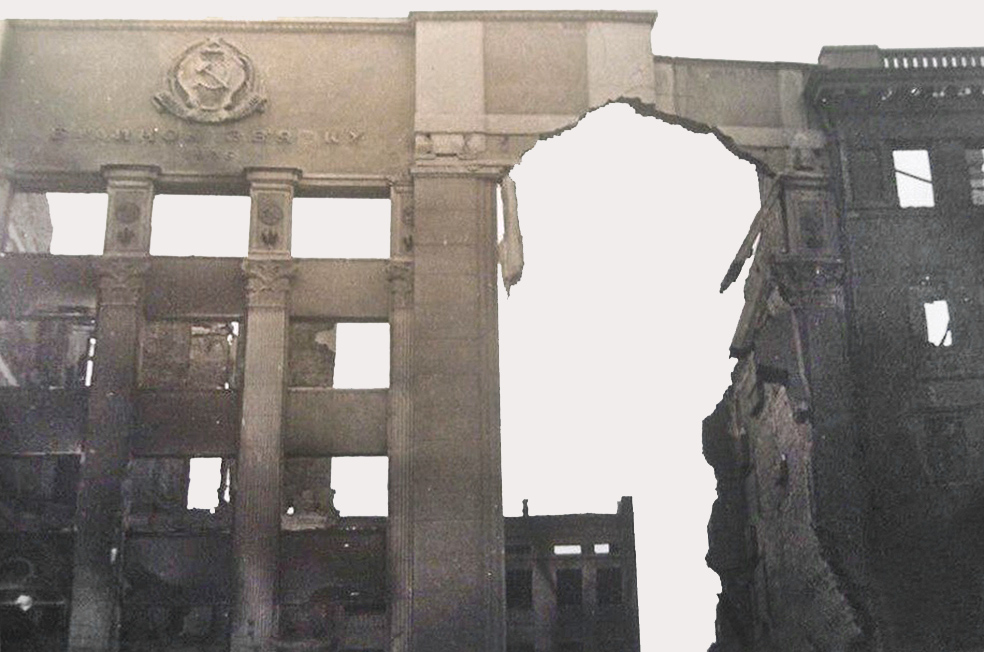
Руїни головпоштамту після підриву радянськими диверсантами

Руїни будинку Ейсмана (1941)
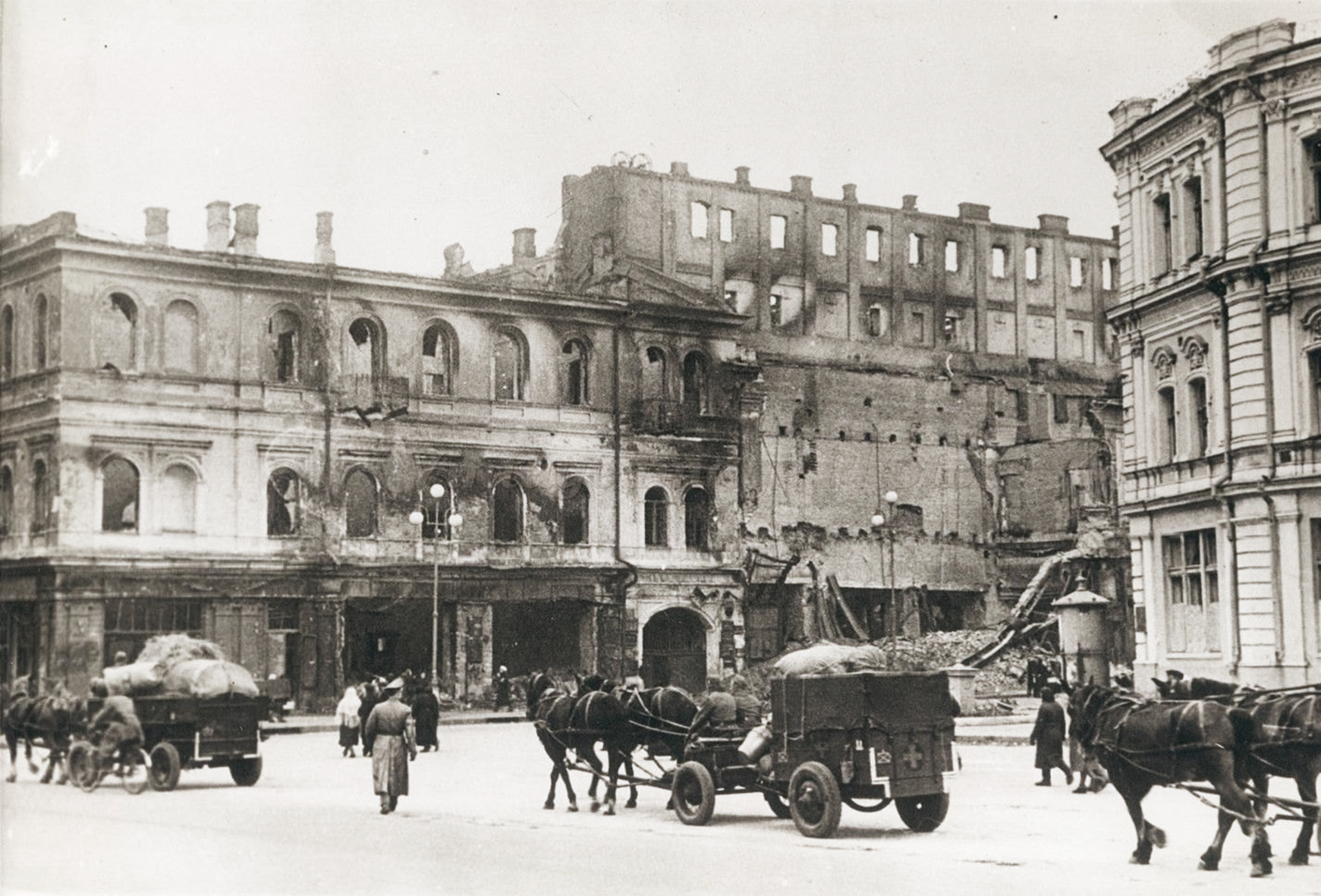
З боку сучасного Майдану Незалежності
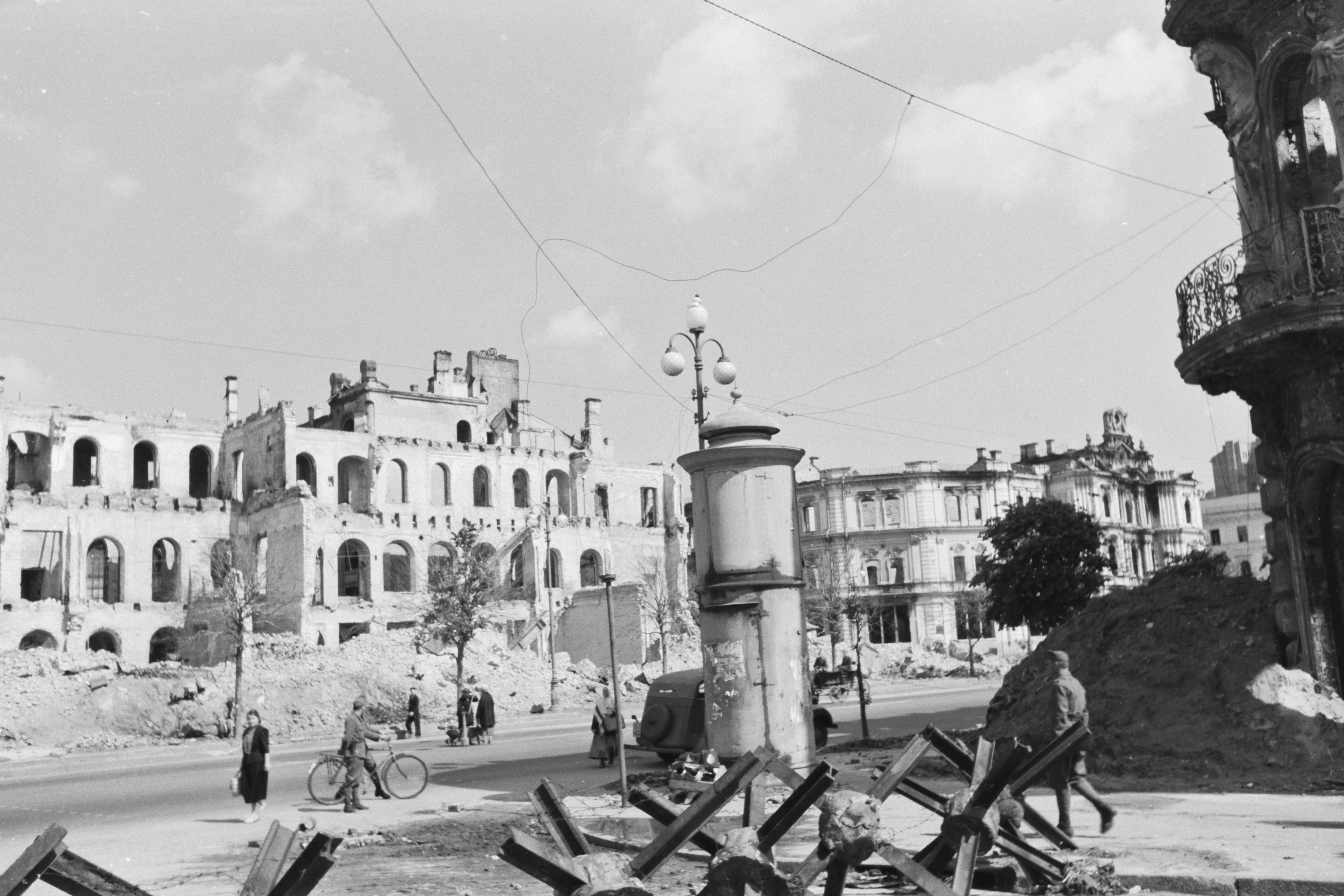
З боку Хрещатика

## Головпоштамт

Головпоштамт у 2021 році

Після Другої світової війни на місці Палацу зв'язку спорудили будівлю, в якій міститься Держкомітет телебачення і радіомовлення України.
Під головпоштамт виділили ділянку № 20-22, розчищену від руїн будинку Ейсмана. Будівлю спорудили у 1952—1958 роках за проєктом Вадима Ладного, Бориса Приймака і Григорія Слуцького.
У червні 2020 року голова «Укрпошти» Ігор Смілянський заявив про наміри продати будівлю Головпоштамту за понад 1 мільярд гривень.

## Архітектура
Цегляна будівля має сім поверхів і напівповерх, пласкі залізобетонні перекриття, бляшаний вальмовий дах. У плані Г-подібна з двома крилами завдовжки близько 80 метрів. Крило з боку Хрещатика ледь дугоподібне.
Наріжжя з боку майдану акцентовано портиком головного входу.
Облицювання чолового фасаду зроблено зі світлої керамічної плитки. Архітектура фасадів потрактована у класичному стилі з використанням елементів українського бароко.
Композиція ритмічна. Площина фасаду на нижніх поверхах розділена тосканскими пілястрами, а на п'ятому-сьомому — коринфськими. Цоколь рустований.

Проєкт головпоштамту (1952)
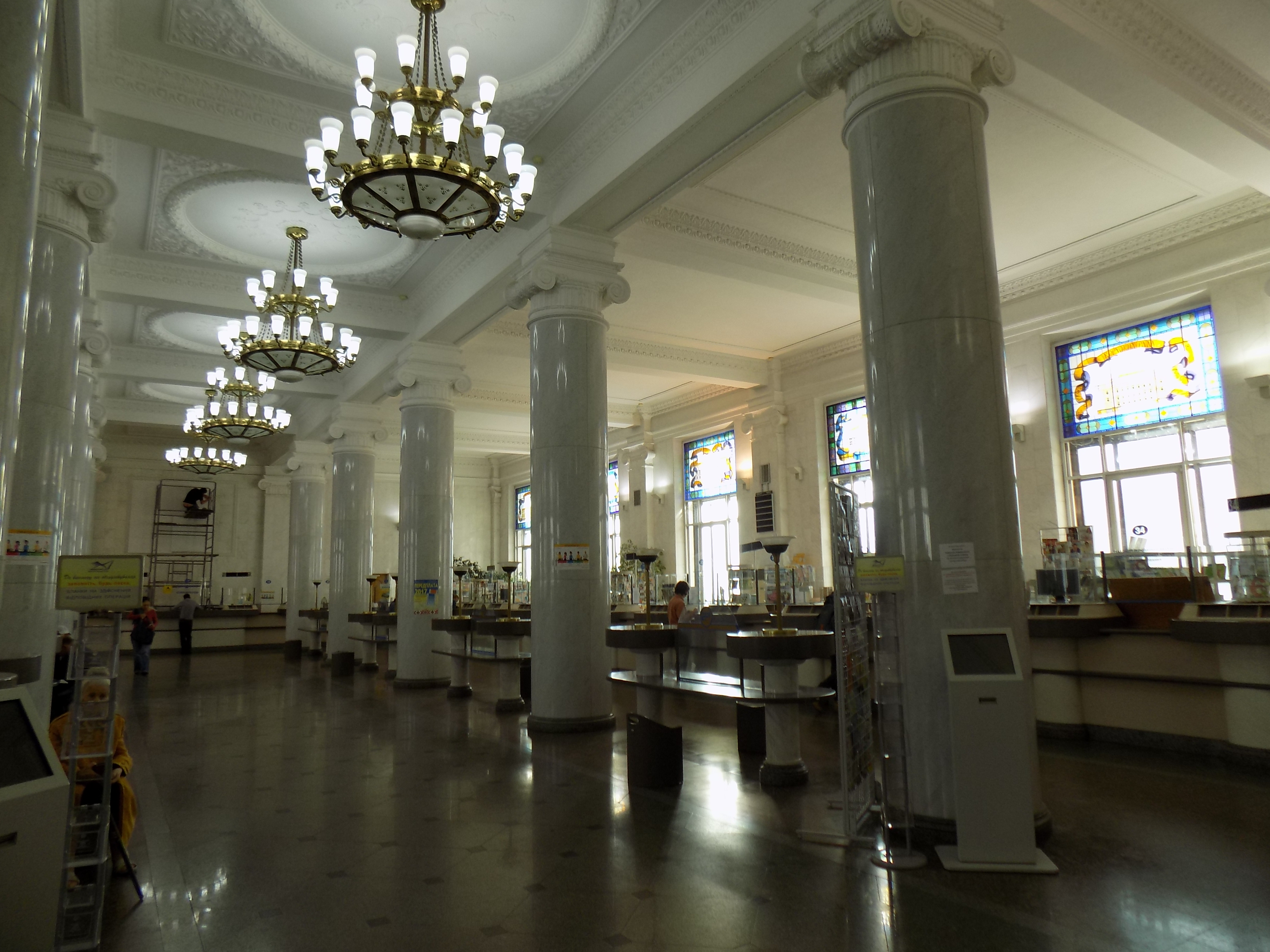
Центральна зала
Головпоштамт (ліворуч) на фото Томаса Гаммонда, 1975

## Обвал Головпоштамту
2 серпня 1989 року о 16 годині 20 хвилин обвалилися колони порталу головпоштамту, що призвело до загибелі 11 осіб.
Головною причиною катастрофи називались ремонтні роботи на головпоштамті, в ході яких відбувся демонтаж облицювальної плитки колон, яка разом з цементним прошарком становила єдине ціле з чотирма колонами, що мали витримувати навантаження у 700 тонн. Другою ймовірною причиною трагедії називались підземні роботи під майданом в ході будівництва станції метро «Площа Жовтневої революції».

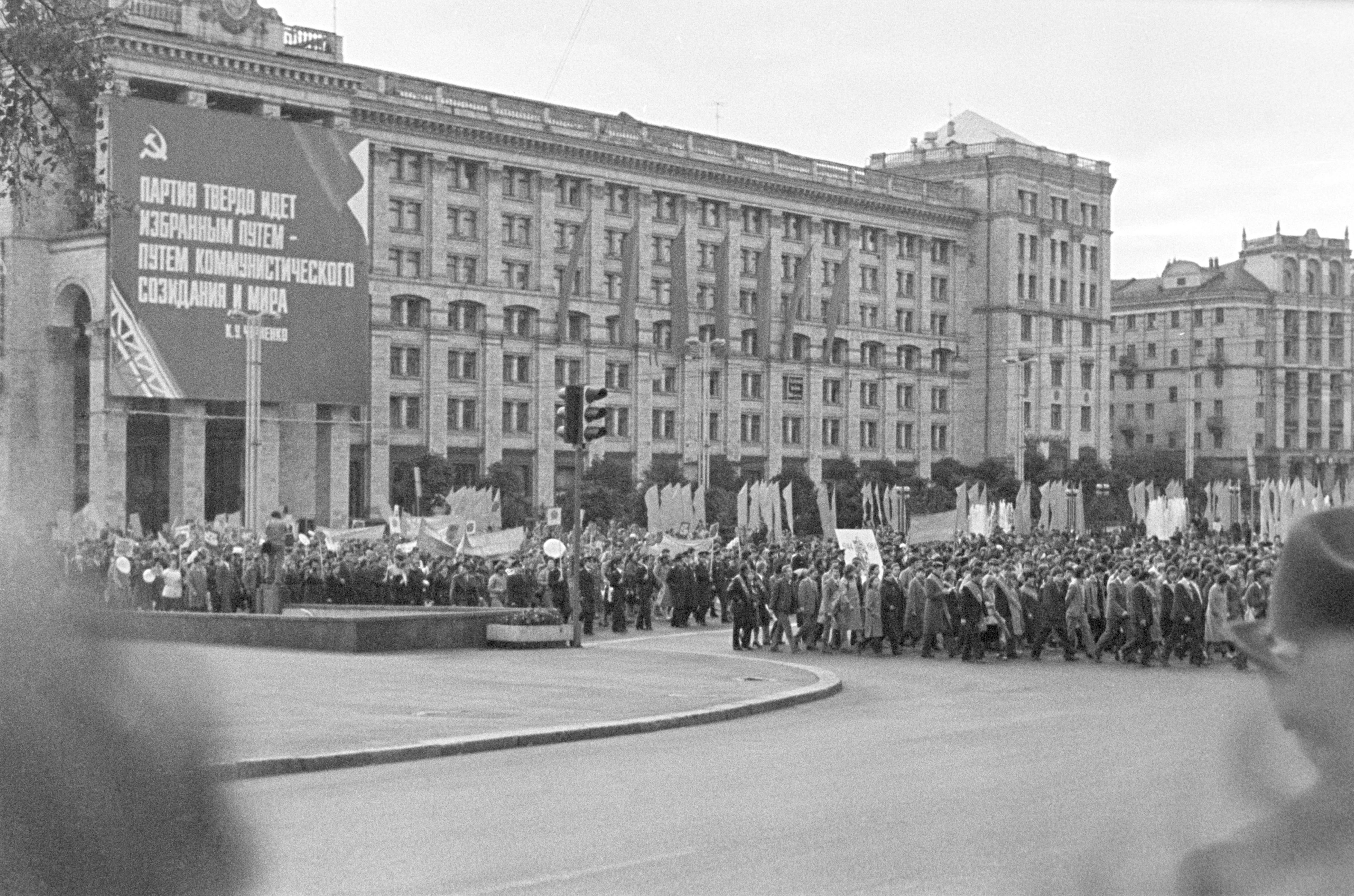
Фасад Головпоштамту до обвалу, 1984
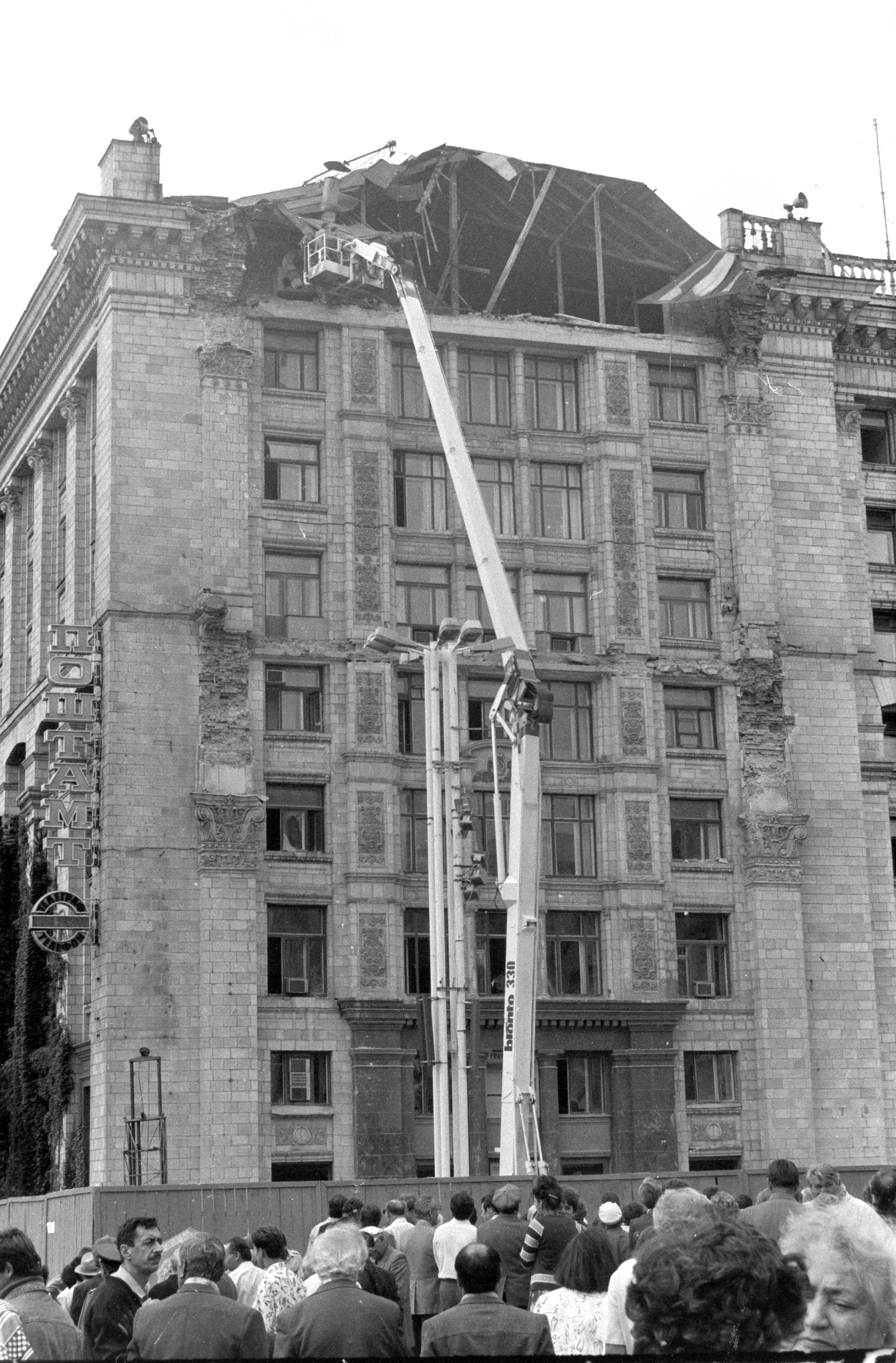
Розбір завалів після обвалу, серпень 1989
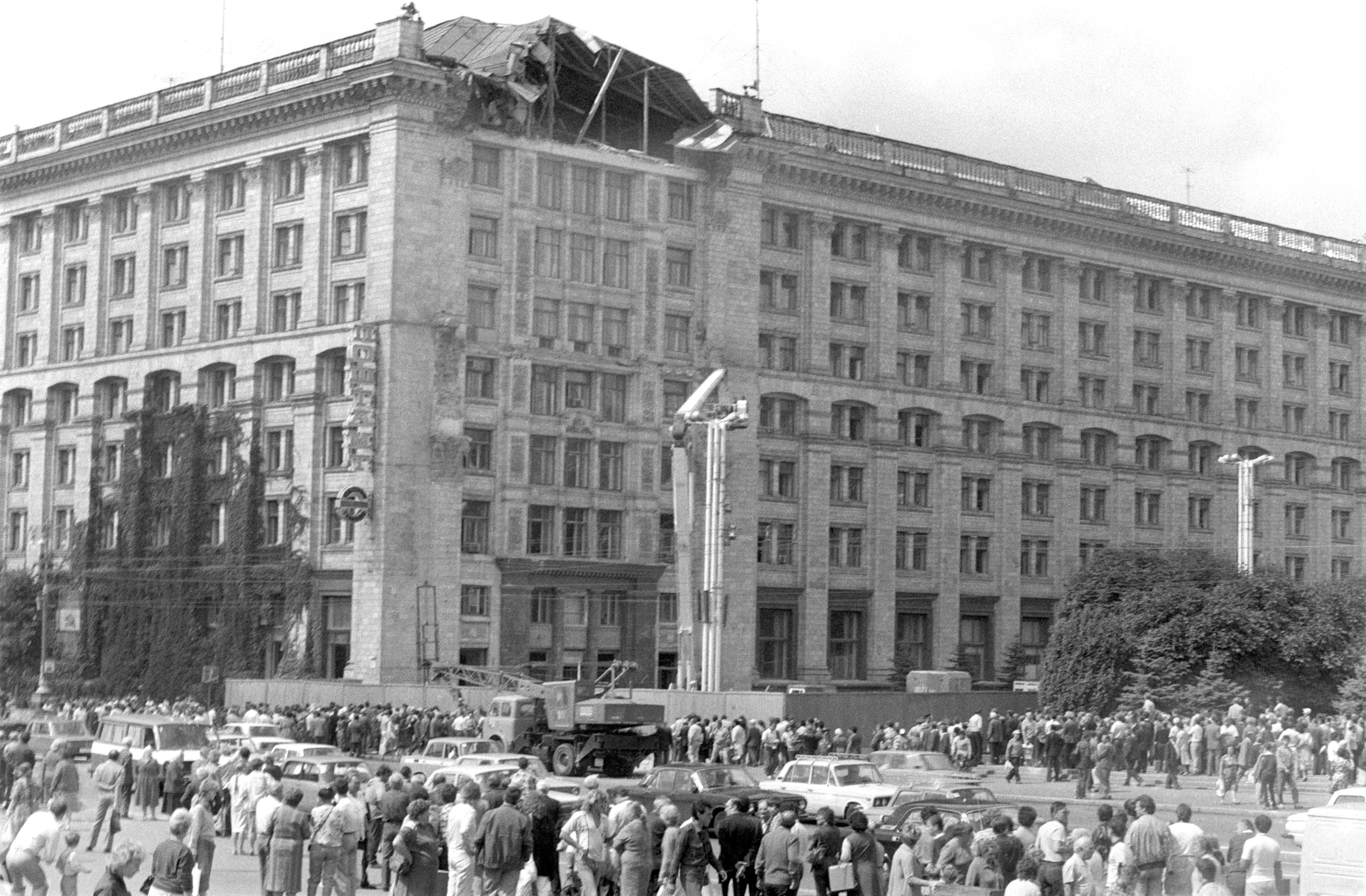
Будівля після обвалу, серпень 1989

## Головпоштамт під час протестів
Восени 2004 року учасники Помаранчевої революції залишили на колонах і стінах головпоштамту графіті. Протестувальники писали ім'я і малювали зображення свого кандидата Віктора Ющенка, назви міст, з яких приїхали, гасла Помаранчевої революції відповідним кольором (наприклад, гасло «Так!») та інші політичні лозунги (зокрема й іншої держави — «Живе Білорусь!»), назви громадських об'єднань («Пора!»), дати першого і другого турів виборів Президента України (31 жовтня — 21 листопада 2004 року) тощо. Частину графіті у рамках меморізації пам'яті про ті події вирішено було зберегти. Фрагменти надписів на колонах накрили оргсклом, однак із часом вони вигоріли.
Узимку 2014 року, під час Євромайдану, біля Головпоштамту з'явилися стенд і скриньки «Пошти Майдану». Мешканці наметового містечка отримали змогу листуватись між собою. Щовечора волонтери-поштарі розносили їм листи.
Біля входу Національний музей Революції Гідності встановив вуличний стенд «Місця Революції Гідності» з мапою подій 2013—2014 років та інформацією про «Пошту Майдану».

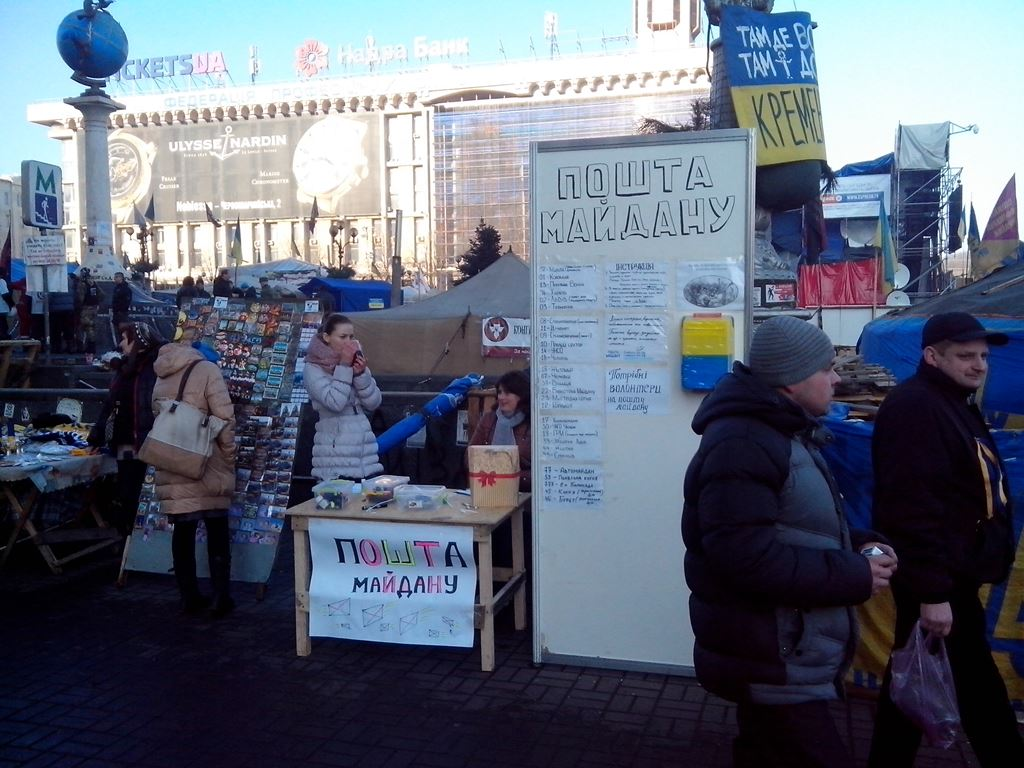
Поштовий стенд біля поштамту (2014)
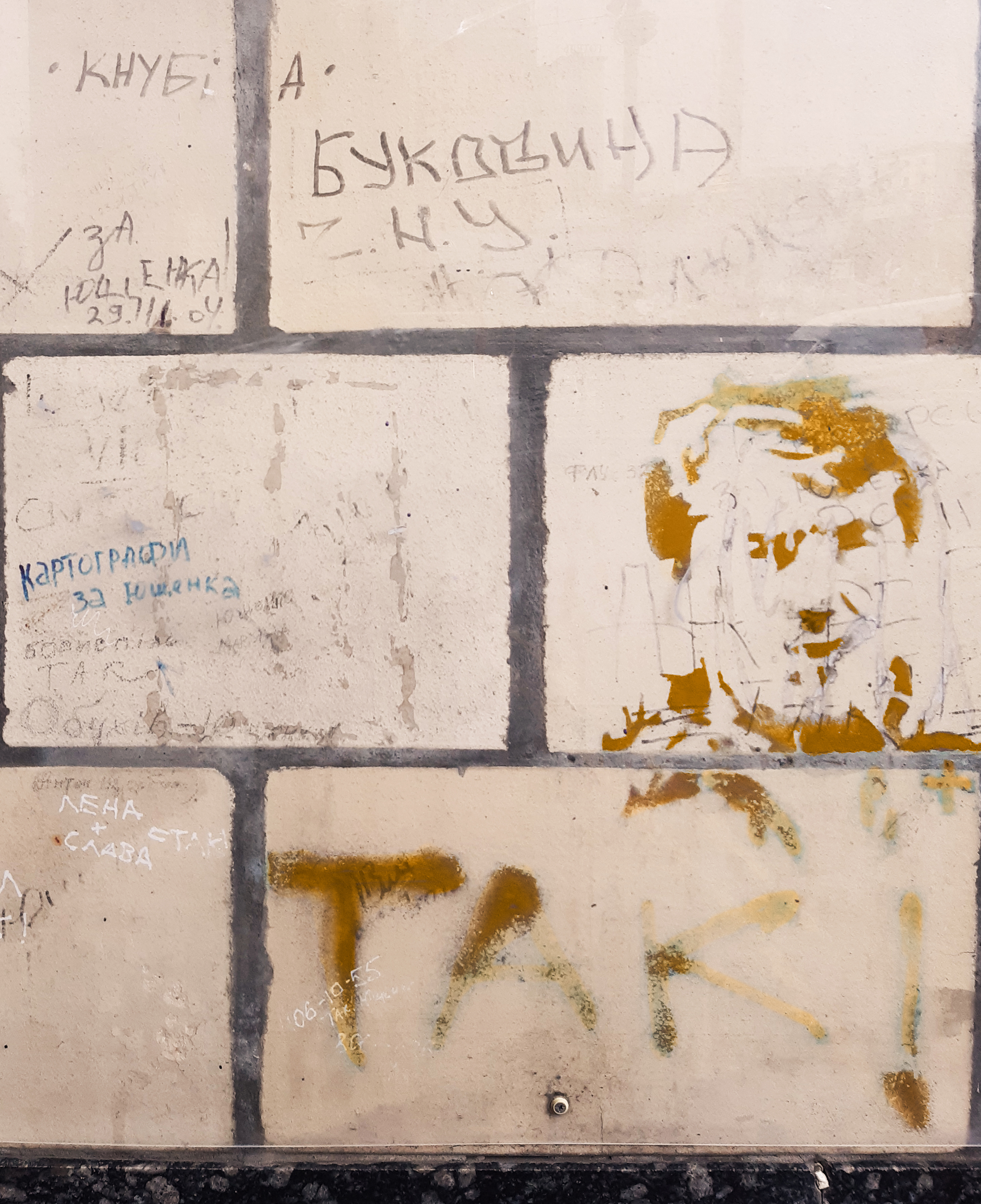
Зображення Віктора Ющенка і гасло «Так!»
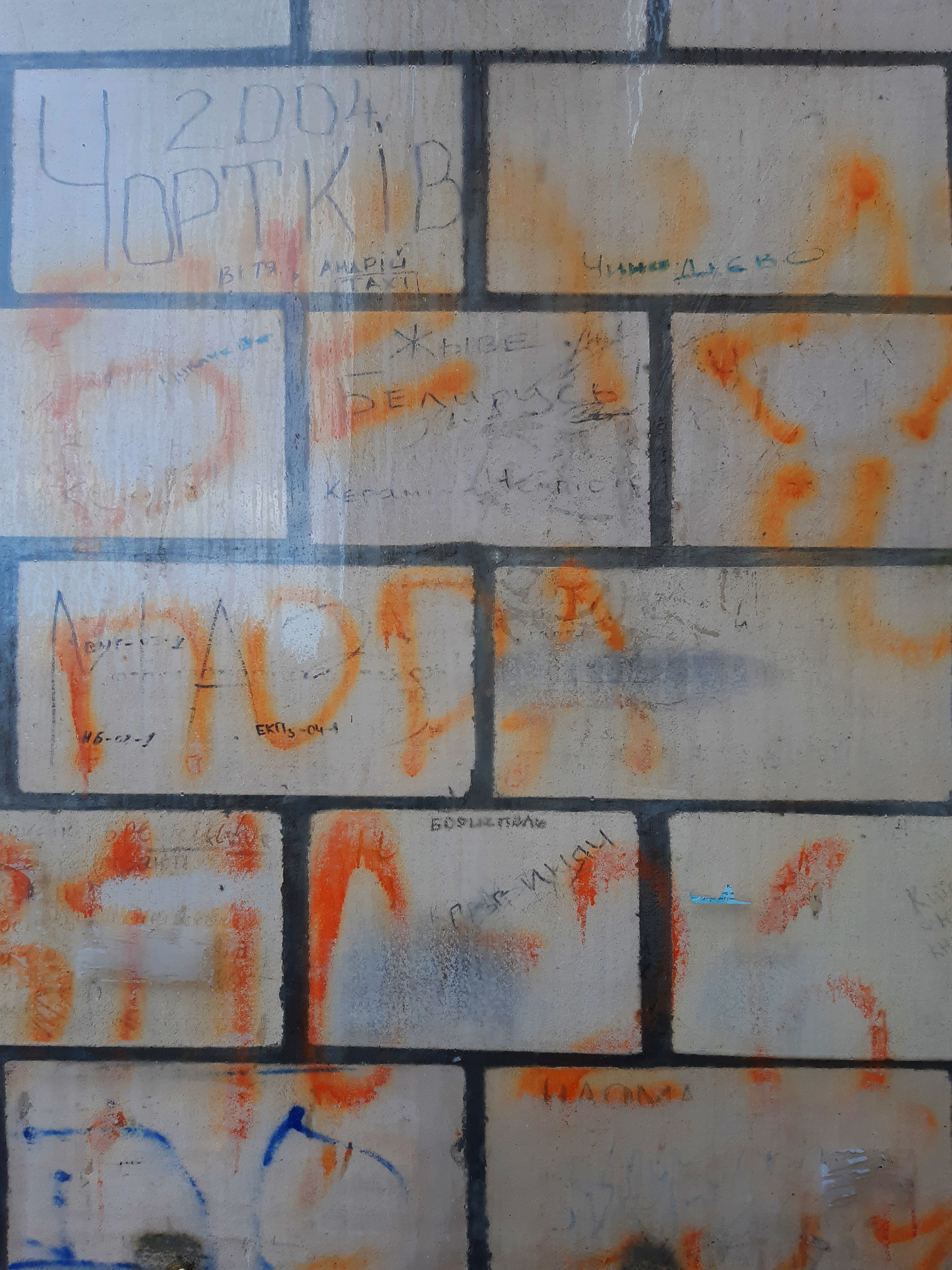
Графіті часів Помаранчевої революції
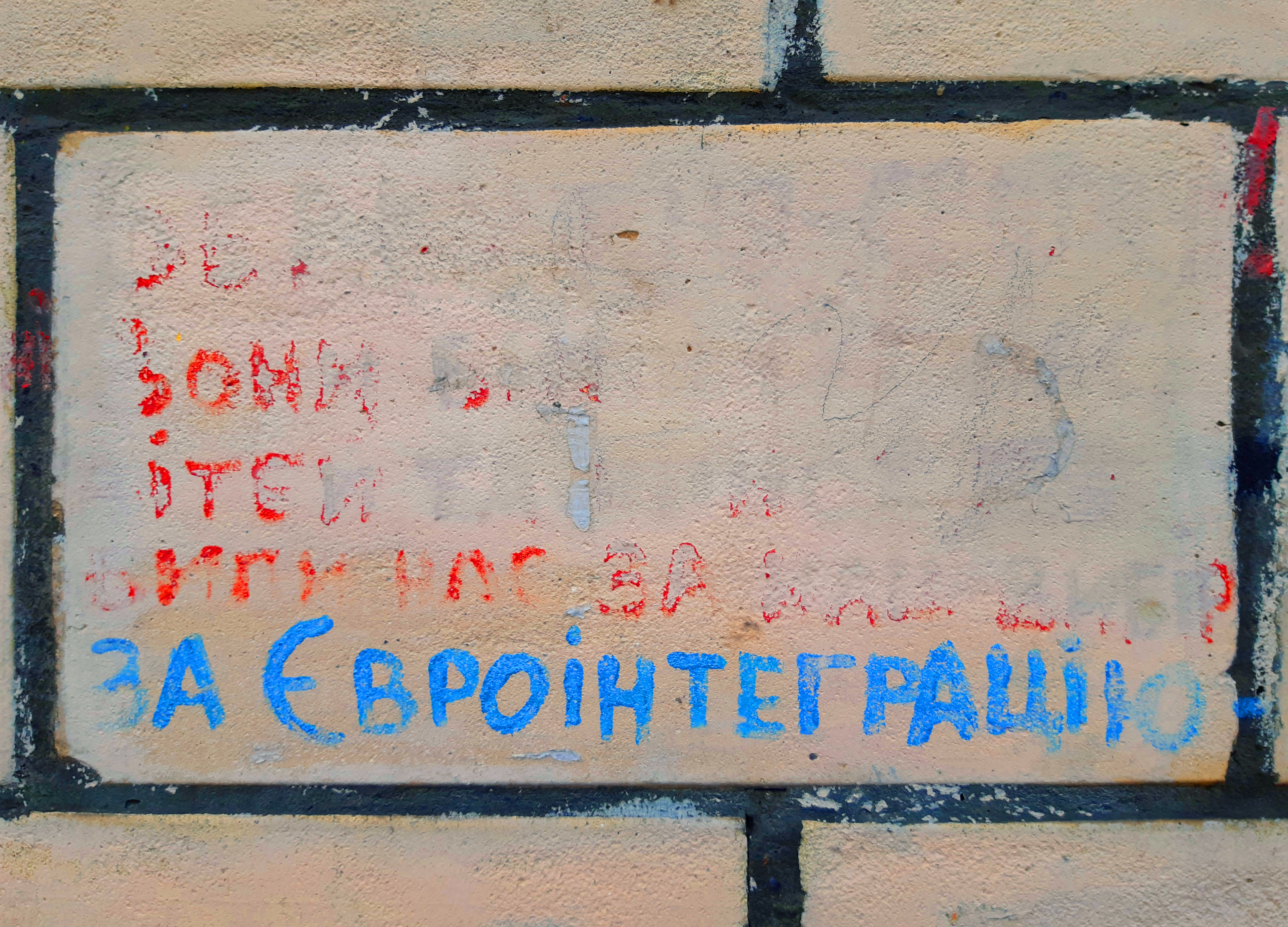
Графіті часів Євромайдану
Вуличний стенд